# دورنير للطائرات
دورنير للطائرات هي شركة ألمانية سابقة لصناعة الطائرات، كان إنشائها في فريدريشسهافن علي يد كلاوديوس دورنير عام 1914. خلال فترة عملها الممتدة قامت الشركة بإنتاج العديد من الطائرات المتميزة في المجالين المدني والعسكري.

## التاريخ
عام 1923 قامت دورنير بالاستحواذ علي مصانع شركة فريدريشسهافن للطائرات (فاينغارتن، وفارنيموندر) بعد انهيارها. في الفترة من العشرينيات والثلاثينيات من القرن الماضي ارتقت الشركة لكي تعرف بإنتاجها للطائرات المائية الضخمة المصنعة كليا من المعدن، ومنها: الحوت 1924, دو إكس. كما أنتجت أيضا طائرات عادية ناجحة منها المذنب وعطارد التي استخدمتها اللوفتهانزا والعديد من الناقلات الأوربية خلال العشرينيات وبداية الثلاثينيات. دورنير قامت ببناء طائرات خارج ألمانيا في نفس الفترة، وذلك خضوعا للعقوبات الموقعة علي تصنيع الطائرات الألمانية وفقا لمعاهدة فرساي. المصانع التي حصلت على تصريح بإنتاج طائرات دورنير تشمل CMASA وبياجيو في إيطاليا، كاسا في إسبانيا، كاواساكي في اليابان، أفيولاندا في هولندا. ما أو وصل النازيون للحكم وقيامهم بوقف بنود المعاهدة، عادت دورنير للإنتاج داخل ألمانيا.
أهم الطائرات الحربية التي أنتجتها دورنير قبل الحرب العالمية الثانية كانت دو 17، المسماة القلم الرصاص الطائر. تصميم الطائرة وأول تحليق لها كان في 1934 كطائرة تجارية للمنافسة علي عقد شركة لوفتهانزا. بسبب هيكلها الضيق (سبب اسم الشهرة) فقد رفضتها لوفتهانزا. حولت دورنير الطائرة إلي النوع العسكري منتجة نسخة تطويرية كقاذفة قنابل وكان أول تحليق في 1935. تم استخدامها من قبل قوات المتمردين في 1937 أثناء الحرب الأهلية الأسبانية. استمر الإنتاج في ألمانيا كما أن هذه الطائرة خضعت للتطوير من قبل سلاح الجو الألماني لتكون نسخ مقاتلة متعددة. النسخة القاذفة المتوسطة منها استخدمت بكثافة في بداية الحرب العالمية الثانية وكان لها دور كبير في معركة بريطانيا. بعد ذلك طورت لكي تصبح مقاتلة ليلية فعالة لكي تحمي ألمانيا من اعتدائات قاذفات سلاح الجو الملكي.
كما طورت دورنير الطائرة دو 217 بناء علي ال دو 17؛ وبالرغم من الشبه مع أختها الأكبر إلا أن هذه القاذفة الأكبر والأثقل كانت تصميم مستحدث كليا. جدير بالذكر أيضا، أن الشركة طورت أسرع طائرة خلال الحرب: دو 335 المزودة بمحركين، إلا أنها جاءت متأخرة جدا لكي تدخل مجال الخدمة.
نجاحات دورنير في إنتاج (المراكب الطائرة) المسماة الحوت قادت الطرازات الأحدث لكي تخدم في العديد من القوات المسلحة حول العالم بجانب ألمانيا. من هذه العائلة:دو 22، دو 18، دو 24.
بنهاية الحرب العالمية الثانية، تم منع ألمانيا ثانية من إنتاج الطائرات. دورنير انتقلت إلي أسبانيا ثم سويسرا حيث كانت تقوم بتقديم خدمات استشارية في قطاع الطيران لحين العودة ثانية إلى ألمانيا في 1954. بعد الحرب قامت دورنير بسرعة بإعادة تكوين نفسها عن طريق الناقلات الخفيفة الناجحة جدا مثل دو 27 ودو 28.
في 1974، قامت بالتعاون مع الصانع الفرنسى داسولت-بريجيت بتطوير الطائرة ألفا جت. الطائرة قدمت نفسها بقبول عال وقدمت على أنها طائرة ناتو تدريبية خلال السبعينيات والثمانينيات.
عام 1985 شهد تحول دورنير إلي جزء من مجموعة دايملر بنز واندماج أصولها في قطاع الطيران مع الشركة المالكة. جزء من هذا التحول، انفصال ليندونر دورنير المحدودة مكونة شركة عائلية منفصلة يقع اهتمامها بتطوير وإنتاج الآلات النسيج. باقي الشركة انفصل إلي العديد من الأجزاء المتعلقة بالدفاع، الأقمار الصناعية، الآلات الطبية، والطائرات.
عام 1996 الجزء الأكبر من دورنير للطائرات قامت فيرتشايلد للطيران بالاستحواذ عليه مكونة ‘‘‘فيرتشيلد دورنير‘‘‘. عام 2002 الشركة وقعت في أزمة مالية. إنتاج الطائرة النفاثة 328 استحوذت عليها شركة أفكرافت الأمريكية. الاهتمام الأسيوي استمر بالطائرة 728 ولكن الإنتاج لم يبدأ بعد.
باقي الأقسام أصبحت جزءا من إي إيه دي إس، قسم الآلات الطبية بيع أيضا لشركة استثمارية.